# Welcome to the Universe
Welcome to the Universe: An Astrophysical Tour är en populärvetenskaplig bok av Neil deGrasse Tyson, Michael A. Strauss och J. Richard Gott utgiven 2016. Boken är baserad på en inledande kurs om astrofysik som de undervisade tillsammans på Princeton University.